# Antes da Chuva Chegar - Transversões: Volume 1
| Críticas profissionais | Críticas profissionais |
| Avaliações da crítica  | Avaliações da crítica  |
| Fonte                  | Avaliação              |
| ---------------------- | ---------------------- |
| Galeria Musical        | [ 1 ]                  |

Antes da Chuva Chegar - Transversões: Volume 1 é o cd que "inaugura" a série "Transversões", de Jay Vaquer, que visa abordar o trabalho de outros compositores. Este primeiro volume, lançado em Setembro de 2013 pelo selo Sony Music, traz canções de Guilherme Arantes.
Ao ser questionado do por quê começar o projeto “Transversões” com Guilherme Arantes, ele respondeu: 
| “ | "Porque eu acho que ele é um compositor subestimado por uma grande parcela da geração mais nova que não pegou o auge do Guilherme nos anos 70 e 80, e não tem a menor noção do seu acervo. E ele foi durante muito tempo um dos principais compositores das novelas nessa época. O grande trabalho nesse exercício é imprimir minha essência no trabalho dele." | ” |

O álbum foi divulgado através da turnê "Dois Atos".

## Faixas
Todas as faixas foram compostas por Guilherme Arantes, exceto “Brincar de viver” , por Guilherme Arantes e Jon Lucien, e “Marina no ar”, por Guilherme Arantes e Nelson Motta.
| N.º | Título                  | Compositor(es)                   | Duração |  |
| 1.  | "Loucas Horas"          | Guilherme Arantes                | 4:48    |  |
| 2.  | "Antes Da Chuva Chegar" | Guilherme Arantes                | 3:33    |  |
| 3.  | "Mania de Possuir"      | Guilherme Arantes                | 4:21    |  |
| 4.  | "Êxtase"                | Guilherme Arantes                | 3:48    |  |
| 5.  | "Brincar de Viver"      | Guilherme Arantes e Jon Lucien   | 4:08    |  |
| 6.  | "O Melhor Vai Começar"  | Guilherme Arantes                | 3:38    |  |
| 7.  | "Marina no Ar"          | Guilherme Arantes e Nelson Motta | 3:42    |  |
| 8.  | "Muito Diferente"       | Guilherme Arantes                | 3:47    |  |
| 9.  | "Um Dia, Um Adeus"      | Guilherme Arantes                | 3:25    |  |
| 10. | "Meu Mundo e Nada Mais" | Guilherme Arantes                | 3:21    |  |

## Créditos Musicais
- Jay Vaquer - Vocais, Samplers, Efeitos
- Beto Paciello - Piano, Teclados, Acordeon, Mellotron, Glockenspiel, Kalimba, Sintetizadores, e Cordas
- Edson Guidetti - Guitarras, Violões, Sitar e Lap steel
- Marcelo Mariano - Baixo elétrico
- Otávio de Moraes - Bateria, programações e Loops